# Ферв'ю Тауншип (округ Ері, Пенсільванія)
Ферв'ю Тауншип (англ. Fairview Township) — переписна місцевість (CDP) в США, в окрузі Ері штату Пенсільванія. Населення — 11 138 осіб (2020).

## Демографія
Згідно з переписом 2010 року, у селищі мешкали 10 102 особи в 3814 домогосподарствах у складі 2853 родин. Було 4018 помешкань
Расовий склад населення:
| - 97,6 % — білих - 0,7 % — азіатів - 0,6 % — чорних або афроамериканців - 0,2 % — корінних американців |

До двох чи більше рас належало 0,7 %. Частка іспаномовних становила 1,4 % від усіх жителів.
За віковим діапазоном населення розподілялося таким чином: 22,4 % — особи молодші 18 років, 57,2 % — особи у віці 18—64 років, 20,4 % — особи у віці 65 років та старші. Медіана віку мешканця становила 47,4 року. На 100 осіб жіночої статі у селищі припадало 91,9 чоловіків;  на 100 жінок у віці від 18 років та старших — 89,7 чоловіків також старших 18 років.
Середній дохід на одне домашнє господарство  становив 101 150 доларів США (медіана — 77 316), а середній дохід на одну сім'ю — 112 645 доларів (медіана — 88 144). Медіана доходів становила 55 813 долари для чоловіків та 41 816 доларів для жінок. За межею бідності перебувало 5,4 % осіб, у тому числі 8,3 % дітей у віці до 18 років та 6,2 % осіб у віці 65 років та старших.
Цивільне працевлаштоване населення становило 4955 осіб. Основні галузі зайнятості: освіта, охорона здоров'я та соціальна допомога — 34,2 %, виробництво — 18,8 %, науковці, спеціалісти, менеджери — 8,9 %, роздрібна торгівля — 8,8 %.